# Совпадение? Не думаю

Изображение мема

«Совпадение? Не думаю» — политический интернет-мем, крылатая фраза, произнесённая телеведущим Дмитрием Киселёвым. Мем широко распространён в виде фото Киселёва с соответствующей подписью.

## История
Мем получил распространение в начале 2015 года. Он восходит к аналогичному английскому мему Coincidence? I think not!, который не связан с каким-либо постоянным персонажем. Фразу «Совпадение? Не думаю» можно увидеть на различных демотиваторах вместе с изображением российского телеведущего и журналиста Дмитрия Киселёва. Мем широко распространен среди интернет-пользователей в качестве заголовка графического элемента — фотографии Киселёва, на которой он изображен с разведёнными руками. В фразе пользователи усмотрели стилистическое сходство с тем, как Дмитрий Киселёв, который выступил носителем мема, но на самом деле не произносил эту фразу, освещал политические события.
Ещё в 2013 году Киселёв произнёс в эфире фразу «Что-то идёт не так», которая позже станет «присказкой о положении дел в стране», да к тому же ещё и ассимилируется с другими интернет-мемами, включая «Совпадение? Не думаю».

## Значение
Используется (в том числе и отдельно от картинки) для указания на случайное совпадение, в котором усматривается глубинная связь, или, напротив, на очевидную связь, открытие которой преподносится как глубокая мысль. Мем «Совпадение? Не думаю» может быть использован в качестве комментария к новости, реакции на что-либо и т. д. Словосочетание «Совпадение? Не думаю» функционирует как продуктивный, устойчивый, узнаваемый способ наименования «алогичной ситуации» в Интернете, обозначающий взаимосвязанные, но взаимоотрицаемые явления.
Часто выступает как сопровождение скриншота с двумя соседними новостями, сообщениями из френдленты и прочего, случайное сочетание которых кажется неслучайным и забавным. В более широком плане мем используется для комментирования любого совпадения, которое можно интерпретировать как неслучайное.
Мем «Совпадение? Не думаю» не обладает сниженной стилистической окраской, а одноимённая фраза не является жаргонным словосочетанием и функционирует как общеупотребительное выражение в онлайн-сообществах, что указывает на широкую сферу её использования в сфере публицистики.